# 2012年ロンドンオリンピックのエストニア選手団
2012年ロンドンオリンピックのエストニア選手団（2012ねんロンドンオリンピックのエストニアせんしゅだん）は、2012年7月27日から8月12日にかけてイギリスの首都ロンドンで開催された2012年ロンドンオリンピックのエストニア選手団、およびその競技結果。

## 概要
今大会は銀メダル1個、銅メダル1個の合計2個のメダルを獲得した。

## メダル
| メダル | 選手名           | 競技       | 種目                              |
| ------ | ---------------- | ---------- | --------------------------------- |
| 銀     | ヘイキ・ナビ     | レスリング | 男子グレコローマンスタイル120kg級 |
| 銅     | ゲルド・カンテル | 陸上       | 男子円盤投                        |